# Wasserkraftwerk Seifersdorf

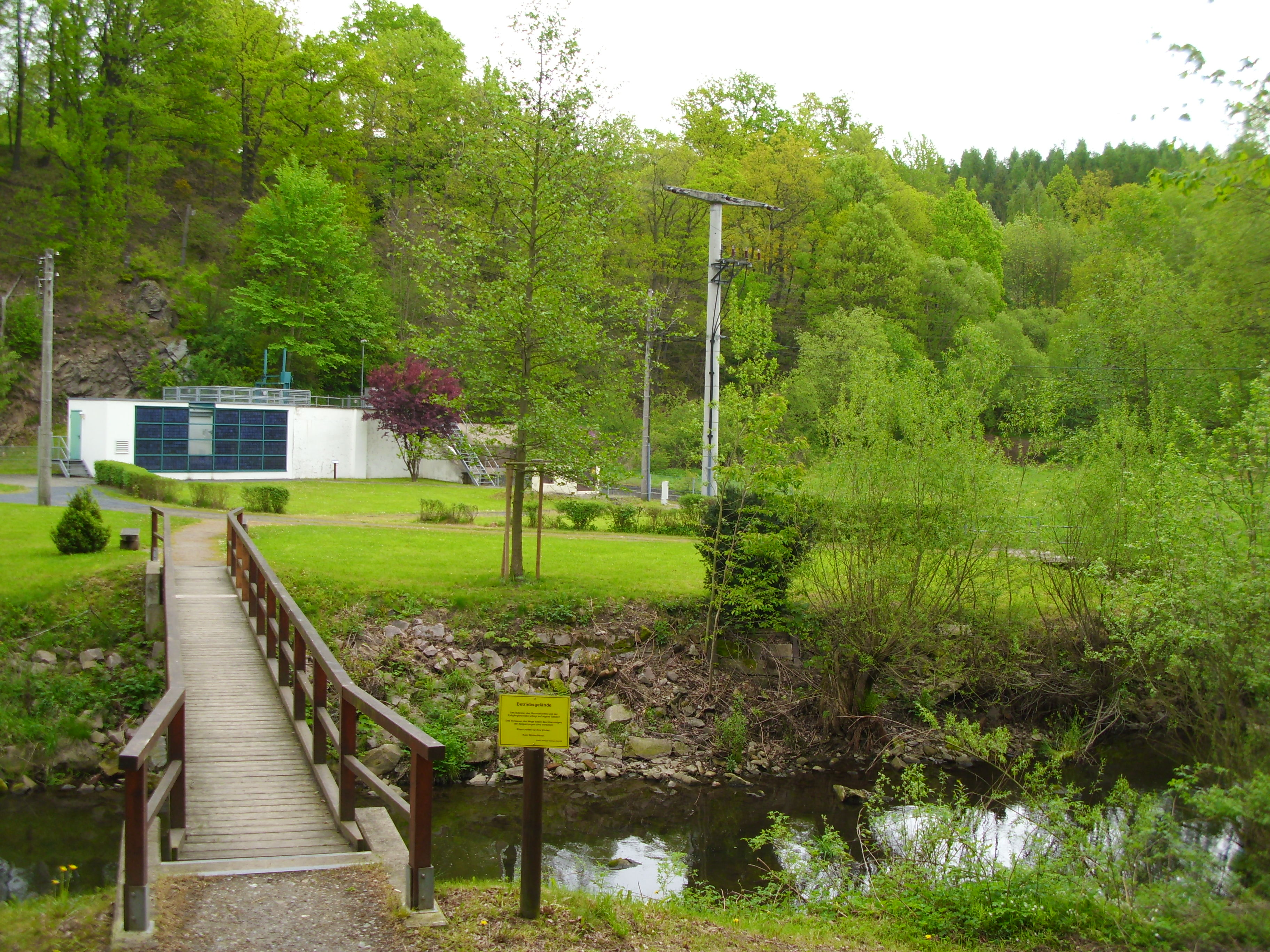
Wasserkraftwerk Seifersdorf

Das Wasserkraftwerk Seifersdorf ist ein Kleinwasserkraftwerk bei der Roten Weißeritz im Seifersdorfer Grund bei Seifersdorf, einem Stadtteil von Dippoldiswalde im Landkreis Sächsische Schweiz-Osterzgebirge. Das Kraftwerk weist eine installierte Leistung von 55 kW bei einer Fallhöhe von 6,8 m und einen maximalen Wasserdurchfluss von 1 m3/s auf.

## Anlagen
Ein ca. 730 m langer Mühlgraben beginnt vor der Sperrmauer der Talsperre Malter und führt das Wasser der Roten Weißeritz der Anlage zu. Nachdem die Gebäude des Elektrizitätswerks durch das Hochwasser 2002 beschädigt wurden, sind diese 2004 abgetragen und das heutige E-Schauwerk 2004 fertiggestellt worden.

## Geschichte
Ein erstes Elektrizitätswerk neben einer Öl-Mühle ging am 14. Januar 1900 an das Seifersdorfer Netz, Besitzer zu jener Zeit war die Gesellschaft der Firma Carl Bub & Theodorf Friedrich Haßler in Augsburg, im August 1900 kauften diese, die Ölmühle an um das Werk zur Stromproduktion der Ortschaft Oelsa zu erweitern, das Werk wurde am  21. August 1901 versteigert. Durch Sabotage an der Dampfmaschine musste das Werk am 1. Oktober 1901 seine Produktion einstellen, im November 1902 wurde wieder Strom produziert. Die Bau- und Betriebsgesellschaft für Zentralanlagen Stelzenmüller aus Chemnitz wurden 1907 Besitzer. Diese bauten hier ein leistungsstarkes Elektrizitätswerk mit Drehstrom aus dem bereits betriebenen E-Werk und ließen die gegenüber am Zufahrtsweg stehende Stuhlfabrik vormals Knochemühle bis 1887 von F. Riemschneider abtragen, das zu jener Zeit 9500 Haushalte mit Strom versorgte, 1908 wurde eine Sauggasmotorenanlage eingebaut, 1911 ersetzten diese das Wasserrad durch zwei Francis-Turbinen. Am 15. Oktober 1918 wurde das Elektrizitätswerk zwangsversteigert und ging wieder über an den Sohn des vorherigen Besitzer Ernst Bruno König, sein Besitz wurde am 14. Dezember 1928 teils versteigert, die Kraftwerke Freital AG wurde neuer Eigentümer, im April 1929 verpachten diese bereits ein Grundstück in Seifersdorf. Heute wird es ausschließlich mit Wasserkraft und Solar betrieben.

### Wohnhaus
Direkt an das Elektrizitätswerk war ein Wohnhaus angebaut, das aus mehreren Mietwohnungen bestand. Im Jahre 1911 wohnte hier Frieda Schreiner und betrieb eine Strickerei. Am 3. Mai 1930 kam es zu einem Überfall auf ein achtjähriges Mädchen, das auf dem Heimweg zum Elektrizitätswerk war. Das Wohnhaus wurde 2003 abgetragen.

## Tourismus
Das Wasserwerk liegt an der Route des SachsenEnergie-Erlebnispfad, Besucher können hier direkt in das Werk von oben hineinschauen, es besteht ein kleines Freilichtmuseum der originalen Francis-Turbinen von 1911.